# Diocesi di Sala
La diocesi di Sala (in latino: Dioecesis Salena) è una sede soppressa del patriarcato di Costantinopoli e una sede titolare della Chiesa cattolica.

## Storia
Sala, identificabile con Kepecik nell'odierna Turchia, è un'antica sede episcopale della provincia romana della Lidia nella diocesi civile di Asia. Faceva parte del patriarcato di Costantinopoli ed era suffraganea dell'arcidiocesi di Sardi.
La diocesi è documentata nelle Notitiae Episcopatuum del patriarcato di Costantinopoli fino al XII secolo.
Sala non è menzionata nell'Oriens christianus di Michel Le Quien. Il vescovo Stefano è tuttavia registrato nelle liste episcopali del secondo concilio di Nicea del 787.
Un altro vescovo potrebbe appartenere a questa antica diocesi, Giuliano, che sottoscrisse nel 458 la lettera dei vescovi della Lidia all'imperatore Leone dopo la morte del patriarca Proterio di Alessandria. Tuttavia gli autori non sono concordi nell'attribuzione della sede di appartenenza di questo vescovo: Schieffer, nell'indice prosopografico degli Acta Conciliorum Oecumenicorum, assegna Giuliano alla diocesi di Satala di Lidia, mentre Destephen a quella di Sala.
Dal 1925 Sala è annoverata tra le sedi vescovili titolari della Chiesa cattolica; la sede è vacante dal 27 gennaio 1962.

## Cronotassi

### Vescovi greci
- Giuliano ? † (menzionato nel 458)
- Stefano † (menzionato nel 787)

### Vescovi titolari
- Augustine Francis Schinner † (17 dicembre 1925 - 7 febbraio 1937 deceduto)
- Philippe Servulo Desranleau † (13 dicembre 1937 - 12 febbraio 1941 succeduto vescovo di Sherbrooke)
- Edward Quentin Jennings † (22 marzo 1941 - 22 febbraio 1946 nominato vescovo di Kamloops)
- Floyd Lawrence Begin † (22 marzo 1947 - 27 gennaio 1962 nominato vescovo di Oakland)